# 馬蒂利迪夫卡
46°29′4″N 29°10′48″E / 46.48444°N 29.18000°E
馬蒂利迪夫卡（羅馬化：Matyldivka）是位於烏克蘭西南部的村莊，由敖德萨州博爾赫拉德區的博羅迪諾市鎮負責管轄。該村始建於1909年，面積1.38平方公里，海拔高度65米，2001年人口252，人口密度每平方公里182.61人。